# Championnat du Japon de football de deuxième division 2014
Navigation
J2 League 2013 J2 League 2015
Le Championnat du Japon de football de deuxième division 2014 est la 16e édition de la J2 League. Le championnat a débuté le 2 mars 2014 et s'est achevé le 23 novembre 2014.
Les deux meilleurs du championnat et le vainqueurs des play-offs sont promus en J.League 2015.

## Les clubs participants
Les équipes classées de la 3e à la 21e place de la J2 League 2013, les 16e, 17e et 18e de J.League 2013 et le 2e de JFL 2013 participent à la compétition.
| Club                      | Dernière montée | Ville      | Classement 2013 | Entraîneur          | Depuis | Stade                         | Capacité | Nombre de saisons |
| ------------------------- | --------------- | ---------- | --------------- | ------------------- | ------ | ----------------------------- | -------- | ----------------- |
| Shonan Bellmare           | 2014            | Hiratsuka  | 16e             | Cho Kwi-jea         | 2012   | Hiratsuka Stadium             | 18 500   | 13                |
| Júbilo Iwata              | 2014            | Iwata      | 17e             | Hiroshi Nanami      | 2014   | Stade Yamaha                  | 16 893   | 1                 |
| Oita Trinita              | 2014            | Ōita       | 18e             | Kazuaki Tasaka      | 2011   | Stade d'Oita                  | 40 000   | 8                 |
| Kyoto Sanga FC            | 2011            | Kyoto      | 3e              | Ryoichi Kawakatsu   | 2014   | Nishikyogoku Athletic Stadium | 20 588   | 8                 |
| JEF United Ichihara Chiba | 2010            | Ichihara   | 5e              | Takashi Sekizuka    | 2014   | Fukuda Denshi Arena           | 19 781   | 5                 |
| V-Varen Nagasaki          | 2013            | Nagasaki   | 6e              | Takuya Takagi       | 2013   | Nagasaki Athletic Stadium     | 20 246   | 2                 |
| Matsumoto Yamaga FC       | 2012            | Matsumoto  | 7e              | Yasuharu Sorimachi  | 2012   | Matsumoto Stadium             | 20 000   | 3                 |
| Consadole Sapporo         | 2013            | Sapporo    | 8e              | Ivica Barbarić      | 2014   | Sapporo Dome                  | 41 484   | 11                |
| Tochigi SC                | 2009            | Utsunomiya | 9e              | Yuji Sakakura       | 2014   | Tochigi Green Stadium         | 18 025   | 5                 |
| Montedio Yamagata         | 2012            | Yamagata   | 10e             | Nobuhiro Ishizaki   | 2014   | Stade du parc Yamagata        | 20 315   | 13                |
| Yokohama FC               | 2008            | Yokohama   | 11e             | Motohiro Yamaguchi  | 2012   | Nippatsu Mitsuzawa Stadium    | 15 046   | 12                |
| Fagiano Okayama           | 2009            | Okayama    | 12e             | Masanaga Kageyama   | 2010   | City Light Stadium            | 20 000   | 5                 |
| Tokyo Verdy               | 2009            | Tokyo      | 13e             | Koichi Togashi      | 2014   | Stade Ajinomoto               | 50 000   | 7                 |
| Avispa Fukuoka            | 2012            | Fukuoka    | 14e             | Marijan Pušnik      | 2013   | Level5 Stadium                | 22 563   | 10                |
| Mito HollyHock            | 2000            | Mito       | 15e             | Tetsuji Hashiratani | 2011   | Stade Mito                    | 12 000   | 14                |
| Giravanz Kitakyushu       | 2010            | Kitakyūshū | 16e             | Koichi Hashiratani  | 2013   | Honjo Athletic Stadium        | 10 000   | 5                 |
| Ehime FC                  | 2006            | Matsuyama  | 17e             | Kiyotaka Ishimaru   | 2013   | Ningineer Stadium             | 20 000   | 8                 |
| Kataller Toyama           | 2009            | Toyama     | 18e             | Takayoshi Amma      | 2010   | Toyama Stadium                | 25 251   | 5                 |
| Roasso Kumamoto           | 2008            | Kumamoto   | 19e             | Takeshi Ono         | 2014   | Umakana-Yokana Stadium        | 32 000   | 6                 |
| Thespakusatsu Gunma       | 2005            | Kusatsu    | 20e             | Tadahiro Akiba      | 2013   | Stade Shoda Shoyu Gunma       | 15 253   | 9                 |
| FC Gifu                   | 2008            | Gifu       | 21e             | Ruy Ramos           | 2014   | Gifu Nagaragawa Stadium       | 26 109   | 6                 |
| Kamatamare Sanuki         | 2014            | Takamatsu  | 2e              | Makoto Kitano       | 2010   | Pikara Stadium                | 30 099   | 1                 |

- Relégué de la J1 League 2013
- Promu de la Japan Football League 2013

### Localisation des clubs
| \| Clubs du Grand Tokyo · Mito HollyHock (Ibaraki) · Yokohama FC (Kanagawa) · Tokyo Verdy (Tokyo) · JEF United Ichihara Chiba (Chiba) · Shonan Bellmare (Kanagawa) Grand Tokyo Avispa Ehime FC Júbilo Iwata Kyoto Sanga FC Montedio Yamagata Tochigi SC Oita Trinita Thespakusatsu Giravanz Roasso Kumamoto FC Gifu Kataller Toyama Fagiano Okayama Kamatamare Matsumoto Yamaga FC Consadole Sapporo Nagasaki \| Localisation des clubs engagés dans le championnat. |
| Clubs du Grand Tokyo · Mito HollyHock (Ibaraki) · Yokohama FC (Kanagawa) · Tokyo Verdy (Tokyo) · JEF United Ichihara Chiba (Chiba) · Shonan Bellmare (Kanagawa) Grand Tokyo Avispa Ehime FC Júbilo Iwata Kyoto Sanga FC Montedio Yamagata Tochigi SC Oita Trinita Thespakusatsu Giravanz Roasso Kumamoto FC Gifu Kataller Toyama Fagiano Okayama Kamatamare Matsumoto Yamaga FC Consadole Sapporo Nagasaki                                                           |

| Clubs du Grand Tokyo · Mito HollyHock (Ibaraki) · Yokohama FC (Kanagawa) · Tokyo Verdy (Tokyo) · JEF United Ichihara Chiba (Chiba) · Shonan Bellmare (Kanagawa) Grand Tokyo Avispa Ehime FC Júbilo Iwata Kyoto Sanga FC Montedio Yamagata Tochigi SC Oita Trinita Thespakusatsu Giravanz Roasso Kumamoto FC Gifu Kataller Toyama Fagiano Okayama Kamatamare Matsumoto Yamaga FC Consadole Sapporo Nagasaki |

## Compétition

### Classement
Source : CLASSEMENT J.LEAGUE DIVISION 2 2014 sur transfermarkt.fr
| Rang | Équipe                    | Pts | J  | G  | N  | P  | Bp | Bc | Diff |
| ---- | ------------------------- | --- | -- | -- | -- | -- | -- | -- | ---- |
| 1    | Shonan Bellmare R         | 101 | 42 | 31 | 8  | 3  | 87 | 25 | +62  |
| 2    | Matsumoto Yamaga FC       | 83  | 42 | 24 | 11 | 7  | 65 | 35 | +30  |
| 3    | JEF United Ichihara Chiba | 68  | 42 | 18 | 14 | 10 | 55 | 44 | +11  |
| 4    | Júbilo Iwata R            | 67  | 42 | 18 | 13 | 11 | 67 | 55 | +12  |
| 5    | Giravanz Kitakyushu       | 65  | 42 | 18 | 11 | 13 | 50 | 50 | 0    |
| 6    | Montedio Yamagata         | 64  | 42 | 18 | 10 | 14 | 57 | 44 | +13  |
| 7    | Oita Trinita R            | 63  | 42 | 17 | 12 | 13 | 52 | 55 | -3   |
| 8    | Fagiano Okayama           | 61  | 42 | 15 | 16 | 11 | 52 | 48 | +4   |
| 9    | Kyoto Sanga FC            | 60  | 42 | 14 | 18 | 10 | 57 | 52 | +5   |
| 10   | Consadole Sapporo         | 59  | 42 | 15 | 14 | 13 | 48 | 44 | +4   |
| 11   | Yokohama FC               | 55  | 42 | 14 | 13 | 15 | 49 | 47 | +2   |
| 12   | Tochigi SC                | 55  | 42 | 15 | 10 | 17 | 52 | 58 | -6   |
| 13   | Roasso Kumamoto           | 54  | 42 | 13 | 15 | 14 | 45 | 53 | -8   |
| 14   | V-Varen Nagasaki          | 52  | 42 | 12 | 16 | 14 | 45 | 42 | +3   |
| 15   | Mito HollyHock            | 50  | 42 | 12 | 14 | 16 | 46 | 47 | -1   |
| 16   | Avispa Fukuoka            | 50  | 42 | 13 | 11 | 18 | 52 | 60 | -8   |
| 17   | FC Gifu                   | 49  | 42 | 13 | 10 | 19 | 54 | 61 | -7   |
| 18   | Thespakusatsu Gunma       | 49  | 42 | 14 | 7  | 21 | 45 | 54 | -9   |
| 19   | Ehime FC                  | 48  | 42 | 12 | 12 | 18 | 54 | 58 | -4   |
| 20   | Tokyo Verdy               | 42  | 42 | 9  | 15 | 18 | 31 | 48 | -17  |
| 21   | Kamatamare Sanuki P       | 33  | 42 | 7  | 12 | 23 | 34 | 71 | -37  |
| 22   | Kataller Toyama           | 23  | 42 | 5  | 8  | 29 | 28 | 74 | -46  |

|  | Promu en J1 League 2015                                               |
|  | Barrages de promotion en J1 League                                    |
|  | Barrages de relégation en J3 League                                   |
|  | Relégué en J3 League 2015                                             |
|  | P : Promu de Japan Football League 2013 R : Relégué de J1 League 2013 |

## Barrage promotion
La demi-finale oppose le 4e contre le 6e, le vainqueur affronte le 3e dans une finale pour une place en J.League 2015

### Demi-finale
| 30 novembre 2014 | Júbilo Iwata   | 1 - 2   | Montedio Yamagata           | Stade Yamaha, Iwata                          |                                              |
| 5h00             | Yamazaki 45+3e | (1 - 1) | 26e Souza · 90+2e Yamagishi | Spectateurs : 11 239 Arbitrage : Jumpei Iida | Spectateurs : 11 239 Arbitrage : Jumpei Iida |
| 5h00             | Okada 80e      | Rapport | 42e Souza                   | Spectateurs : 11 239 Arbitrage : Jumpei Iida | Spectateurs : 11 239 Arbitrage : Jumpei Iida |

### Finale
| 7 décembre 2014 | JEF United Ichihara Chiba | 0 - 1   | Montedio Yamagata                         |                                                |                                                |
| 7h30            |                           | (0 - 1) | 37e Yamazaki                              | Spectateurs : 35 504 Arbitrage : Hajime Matsuo | Spectateurs : 35 504 Arbitrage : Hajime Matsuo |
| 7h30            | Machida 28e               | Rapport | 34e Yamada · 71e Matsuoka · 90+4e Hayashi | Spectateurs : 35 504 Arbitrage : Hajime Matsuo | Spectateurs : 35 504 Arbitrage : Hajime Matsuo |

## Barrage relégation
Un barrage aller-retour entre l'avant dernier du championnat contre le 2e de la J3 League 2014, le vainqueur se maintient ou monter en J2 League 2015
| 30 novembre 2014 | Nagano Parceiro | 0 - 0   | Kamatamare Sanuki | Nagano Athletic Stadium, Nagano              |                                              |
| 4h30             |                 | (0 - 0) |                   | Spectateurs : 8 944 Arbitrage : Itaru Hirose | Spectateurs : 8 944 Arbitrage : Itaru Hirose |
| 4h30             | Rapport         |         |                   | Spectateurs : 8 944 Arbitrage : Itaru Hirose | Spectateurs : 8 944 Arbitrage : Itaru Hirose |

| 7 décembre 2014 | Kamatamare Sanuki                                   | 1 - 0   | Nagano Parceiro                           |                                             |                                             |
| 4h30            | Kajima 71e                                          | (0 - 0) |                                           | Spectateurs : 6 170 Arbitrage : Kenji Ogiya | Spectateurs : 6 170 Arbitrage : Kenji Ogiya |
| 4h30            | Evson 63e · Yamamoto 76e · Takeda 82e · Seguchi 89e | Rapport | 33e Seguchi · 74e Arinaga · 77e Katsumata | Spectateurs : 6 170 Arbitrage : Kenji Ogiya | Spectateurs : 6 170 Arbitrage : Kenji Ogiya |

## Statistiques

### Meilleurs buteurs
|                    | Buteur            | Club                | Buts | MJ |
| ------------------ | ----------------- | ------------------- | ---- | -- |
| Médaille d'or      | Masashi Oguro     | Kyoto Sanga FC      | 26   | 42 |
| Médaille d'argent  | Wellington Tanque | Shonan Bellmare     | 20   | 38 |
| Médaille de bronze | Takayuki Funayama | Matsumoto Yamaga FC | 19   | 42 |
| 4                  | Cristian Nazarit  | FC Gifu             | 17   | 34 |
| 5                  | Ryōichi Maeda     | Júbilo Iwata        | 17   | 37 |
| 6                  | Tomoki Ikemoto    | Giravanz Kitakyushu | 15   | 42 |
| 7                  | Diego Souza       | Montedio Yamagata   | 14   | 40 |
| 8                  | Ken Tokura        | Consadole Sapporo   | 14   | 37 |
| 9                  | Shohei Okada      | Shonan Bellmare     | 14   | 35 |
| 10                 | Daniel Lovinho    | Thespakusatsu Gunma | 14   | 37 |